# Castell Katsuren
El castell Katsuren és un gusuku, castell o fortalesa de les illes Ryūkyū, situat a Uruma, prefectura d'Okinawa, al Japó. En llengua d'Okinawa se'l coneix com a Kacchin Gushiku.

## Història
El castell Katsuren va ser construït sobre un gran turó de pedra calcària de Ryūkyū, a 98 m per sobre del nivell del mar, en la península de Katsuren. Envoltat per l'oceà Pacífic, se'l coneix també com a «Gusuku de l'oceà». L'època d'esplendor del castell va esdevenir a mitjans del segle xv, durant el regne d'Amawari, Aji de Katsuren. El 1458, l'exèrcit de Ryūkyū va atacar el castell.
A la regió s'han trobat nombrosos mosaics i restes de porcellana xinesa de l'època medieval, que posa en evidencia l'opulència de l'antiga estructura i la magnitud de la xarxa de comerç entre Japó, Xina, Corea i el Sud-est asiàtic. El castell té una secció dedicada a la religió ryūkyūana, dedicada a Kobazukasa. Durant el terratrèmol d'Okinawa de 2010, una de les muralles exteriors de l'ala nord-est del castell va patir danys considerables.
El 2016, van ser trobades en una excavació monedes romanes antigues. És la primera vegada que s'han trobat monedes romanes en una excavació al Japó.

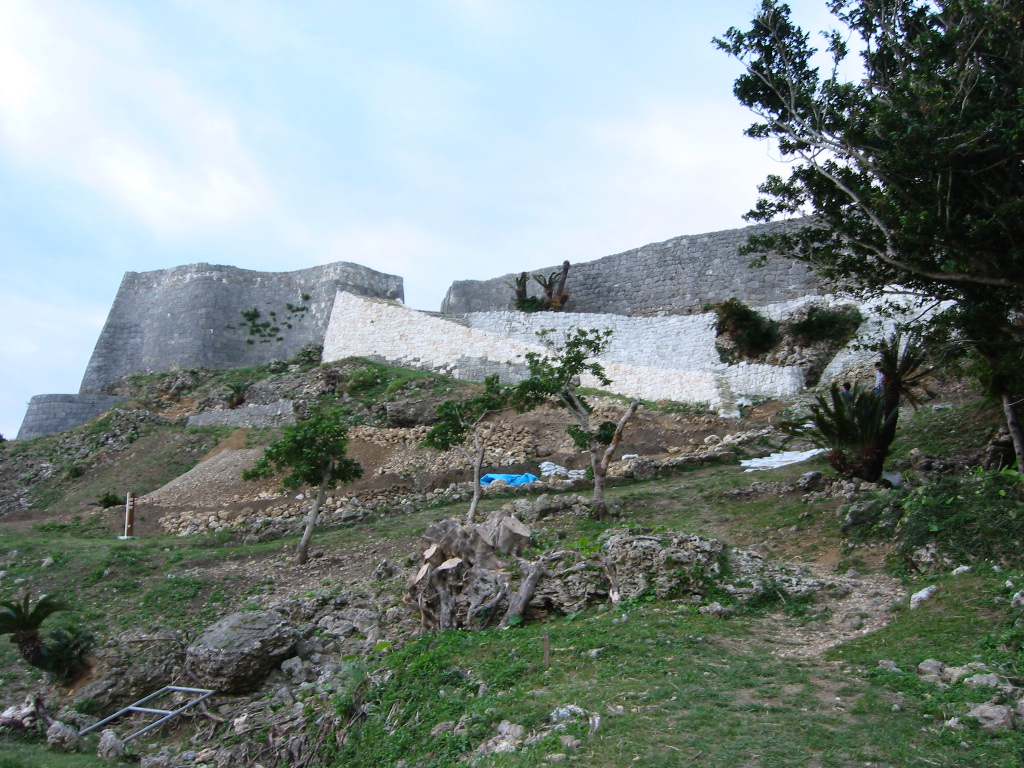
Ruïnes del castell Katsuren.

Des de la terminal d'autobusos de Naha, en l'aeroport homònim, surt l'autobús número 52, que després d'una hora i vint minuts de viatge aproximadament arriba a dalt del castell Katsuren. El lloc es troba a cinc minuts a peu de la parada d'autobús Katsuren Danchimae. També es pot arribar al lloc en cotxe, agafant l'autopista d'Okinawa.

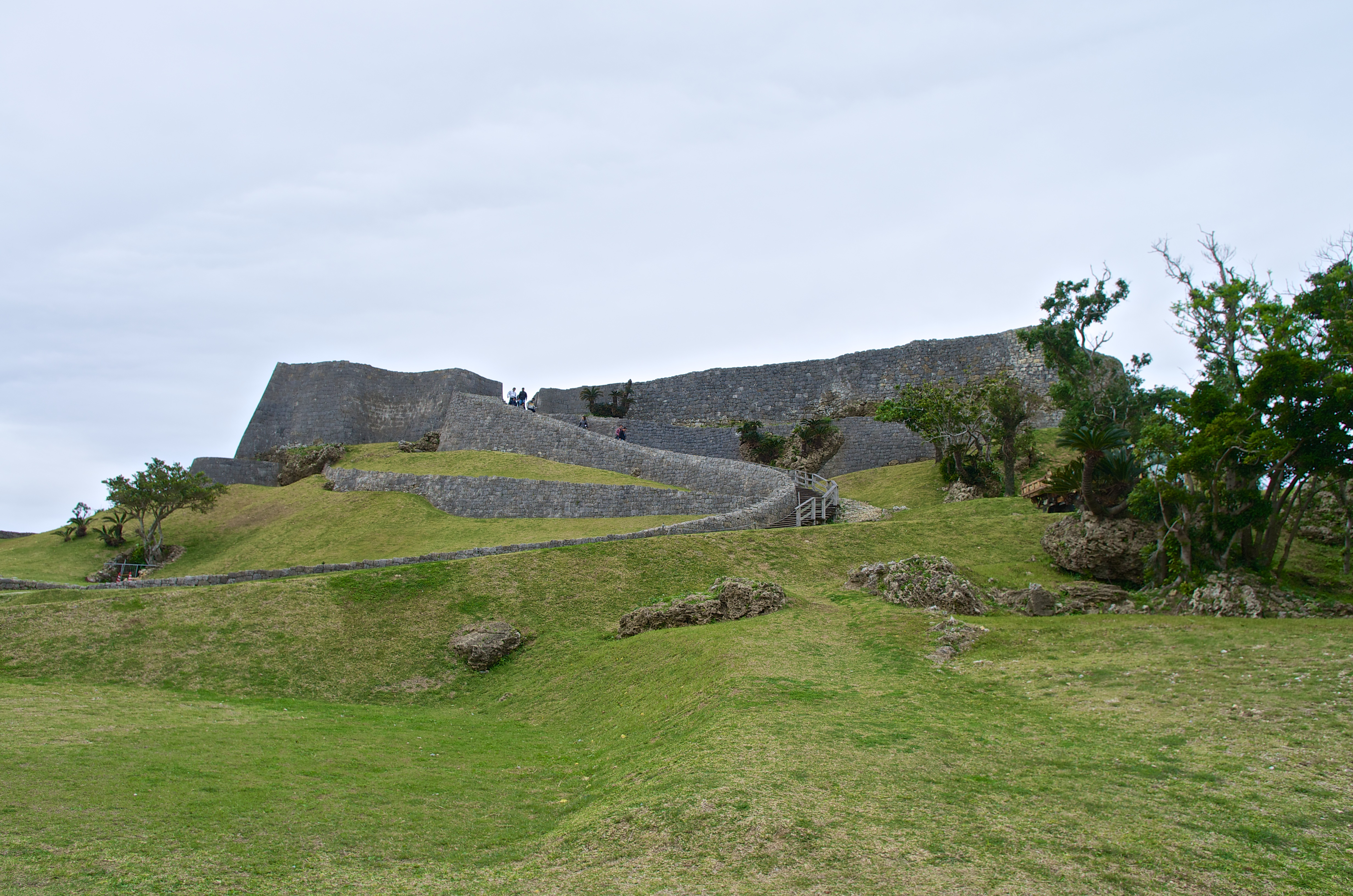
Vista panoràmica del conjunt del castell i la zona d'accés

## Patrimoni de la Humanitat
El castell Katsuren va ser reconegut com a Patrimoni de la Humanitat per la UNESCO l'any 2000, al costat d'altres vuit llocs agrupats en la categoria del conjunt anomenat «Llocs Gusuku i els béns culturals associats del regne de Ryukyu». El 1972, l'Agència d'Afers exteriors del Japó l'havia declarat Monument Històric Nacional (Shiseki).